# Ríe y llora
«Ríe y llora» es una canción interpretada por la artista cubana Celia Cruz, incluida en su último álbum de estudio póstumo Regalo del alma (2003). La canción fue escrita por Sergio George y coescrita por Fernando Osorio, producida por George y lanzada como el sencillo principal de dicho álbum bajo el sello discográfico Sony Discos el 2 de junio de 2003. Fue la canción final grabada por Cruz, después de haber sido marginada por un tumor cerebral y antes de su muerte el 16 de julio de 2003.
La canción alcanzó el número doce en la lista Billboard Hot Latin Tracks y número diecinueve en la lista Billboard Latin Pop Airplay. Dirigió la lista Billboard Tropical Airplay durante once semanas en 2003. También logró a alcanzar el pico en el número treinta y cinco en la lista Billboard Dance Club Songs.

## Antecedentes
En 2001, Cruz lanzó su 59.º álbum de estudio "La negra tiene tumbao". El álbum incluyó un sencillo top ten, en su canción de título, así como otro sencillo relativamente exitoso, "Hay que empezar otra vez". "La negra tiene tumbao" alcanzó el número treinta en la lista Billboard Latin Songs y el número cuatro en la lista Billboard Tropical Songs. Recibió nominaciones para Grabación del Año, Canción del Año y Video Musical del Año en los Premios Grammy Latinos de 2002. El álbum ganó el Premio Grammy Latino al Mejor Álbum de Salsa. También fue nominado al premio Grammy Latino por Álbum del Año.
En diciembre de 2002, Cruz fue marginada por un tumor cerebral. A principios de 2003, tras una cirugía parcialmente exitosa para extirpar el tumor, Cruz regresó al estudio para grabar "Regalo del alma", semanas después de la operación. Cruz murió el 16 de julio de 2003 por cáncer cerebral, a la edad de 77 años. Cruz pidió que la canción sea el sencillo principal del álbum, "ya que fue la canción en la que se identificó". "Ríe y llora" fue la canción final grabada antes de su muerte.

## Composición musical
La canción fue compuesta en tonalidad de clave menor con letras alegres y ritmos pegadizos. Cuenta con el uso de un piano, conjunto de trompa de bronce y percusión prominente. Toma influencia de la música afro-latina. La canción experimenta en balada pop, acompañada por el uso de una guitarra eléctrica. Según una biografía de Cruz, la canción "se trata de reír y llorar. Cruz recuerda a sus oyentes a vivir su vida plenamente y disfrutar cada momento". El escritor cubano José Quiroga afirmó que la canción era "un llamado para vivir por el momento, y entender que el perdón no es olvidar, sino la posibilidad de recordar sin dolor". Él opinó que la canción estaba debidamente titulada. La canción es la continuación de la colaboración previa del compositor en "La negra tiene tumbao" de Cruz. El sello quería un nuevo "La negra tiene tumbao".

## Recepción de la crítica
La canción recibió un premio de ASCAP por la "Canción Tropical del Año". En los Premios Grammy Latinos de 2004, la canción ganó el premio Grammy Latino de "Mejor Canción Tropical". En la ceremonia, "Regalo del alma" recibió el premio Grammy Latino al "Mejor Álbum de Salsa". También recibió el Premio Grammy al "Mejor Disco de Salsa / Merengue" en el 46.º Grammy anual. En los Latin Billboard Music Awards de 2004, la canción recibió una nominación para "Canción Tropical Airplay del Año por una Artista Femenina". "Ríe y llora" recibió el premio a la "Mejor Canción de Dance Latino" en la 19.ª edición de "International Dance Music Awards". Se considera una de las canciones más significativas de Cruz. Según el periódico "El País", la canción ayudó a aliviar la "nostalgia" causada por la muerte de Cruz. La canción fue versionada por Raúl Bier y Pablo Delvillar en el álbum "Tributo a Celia Cruz: Bachata con azúcar" (2003), por Maruja en su álbum debut de estudio "Azuca!" (2005),

## Video
Un vídeo musical para la canción fue filmado y lanzado. Fue publicado en YouTube el 24 de octubre de 2009. A partir de julio de 2017, tiene más de 48 millones de visitas.

## Listado de canciones
| N.º | Título                        | Escritor(es)                   | Productor(es) | Duración |  |
| 1.  | «Ríe y llora» (Album Version) | Sergio George, Fernando Osorio | Sergio George | 4:10     |  |

| US CD Single – The Remixes |                                                                 |                                |                      |          |  |
| N.º                        | Título                                                          | Escritor(es)                   | Productor(es)        | Duración |  |
| 1.                         | «Ríe y llora» (Que Viva la Reina Extended Mix)                  | Sergio George, Fernando Osorio | Oba Frank Lords      | 7:35     |  |
| 2.                         | «Ríe y llora» (Que Viva la Reina Dub Mix)                       | George, Osorio                 | Oba Frank Lords      | 8:42     |  |
| 3.                         | «Ríe y llora» (D'Motion Brothers Azuca' Forever Extended Remix) | George, Osorio                 | Rene Zayas, DJ Leony | 6:25     |  |
| 4.                         | «Ríe y llora» (DJ Fluid Extended Mix)                           | George, Osorio                 | DJ Fluid             | 6:19     |  |
| 5.                         | «Ríe y llora» (Album Version)                                   | George, Osorio                 | Sergio George        | 4:10     |  |

| Mexico CD Single – The Remixes |                                                                 |                                |                      |          |  |
| N.º                            | Título                                                          | Escritor(es)                   | Productor(es)        | Duración |  |
| 1.                             | «Ríe y llora» (Que Viva la Reina Radio Mix)                     | Sergio George, Fernando Osorio | Oba Frank Lords      | 4:29     |  |
| 2.                             | «Ríe y llora» (Que Viva la Reina Extended Mix)                  | George, Osorio                 | Oba Frank Lords      | 7:35     |  |
| 3.                             | «Ríe y llora» (Que Viva la Reina Dub Mix)                       | George, Osorio                 | Oba Frank Lords      | 8:42     |  |
| 4.                             | «Ríe y llora» (D'Motion Brothers Azuca' Forever Radio Remix)    | George, Osorio                 | Rene Zayas, DJ Leony | 4:55     |  |
| 5.                             | «Ríe y llora» (D'Motion Brothers Azuca' Forever Extended Remix) | George, Osorio                 | Rene Zayas, DJ Leony | 6:25     |  |
| 6.                             | «Ríe y llora» (DJ Fluid Radio Remix)                            | George, Osorio                 | DJ Fluid             | 3:51     |  |
| 7.                             | «Ríe y llora» (DJ Fluid Extended Mix)                           | George, Osorio                 | DJ Fluid             | 6:19     |  |
| 8.                             | «Ríe y llora» (Album Version)                                   | George, Osorio                 | Sergio George        | 4:10     |  |

## Posicionamiento en listas

### Listas semanales
| Lista (2003)                          | Máxima sición |
| ------------------------------------- | ------------- |
| U.S Billboard Hot Latin Tracks        | 12            |
| U.S. Billboard Latin Pop Airplay      | 19            |
| U.S. Billboard Latin Tropical Airplay | 1             |
| U.S. Billboard Dance Mix Show Songs   | 8             |
| U.S. Billboard Dance Club Songs       | 35            |

| Lista (2012)                          | Máxima posición |
| ------------------------------------- | --------------- |
| U.S. Billboard Tropical Digital Songs | 24              |

### Listas anuales
| Lista (2003)                          | Máxima posición |
| ------------------------------------- | --------------- |
| U.S. Billboard Latin Tropical Airplay | 11              |

### Sucesión en las listas
| Predecesor: Lloraré las penas de David Bisbal | U.S. Billboard Latin Tropical Airplay — Sencillo N°. 1 (Primera vuelta) 2 de agosto de 2003 - 3 de octubre de 2003    | Sucesor: Hoy de Gloria Estefan |
| Predecesor: Hoy de Gloria Estefan             | U.S. Billboard Latin Tropical Airplay — Sencillo N°. 1 (Segunda vuelta) 11 de octubre de 2003 - 24 de octubre de 2003 | Sucesor: Hoy de Gloria Estefan |